# Miętusia Polana

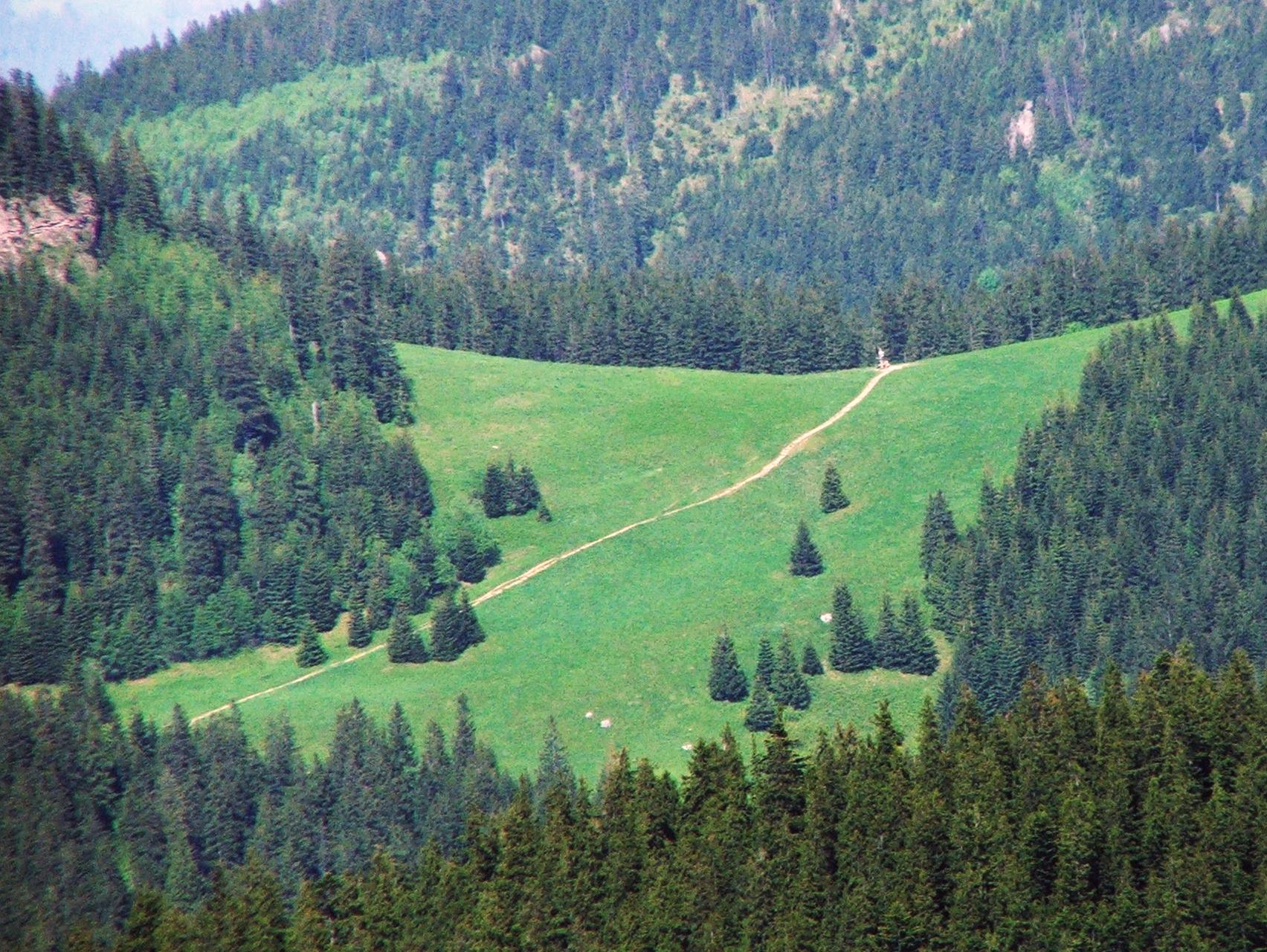
Przysłop Miętusi

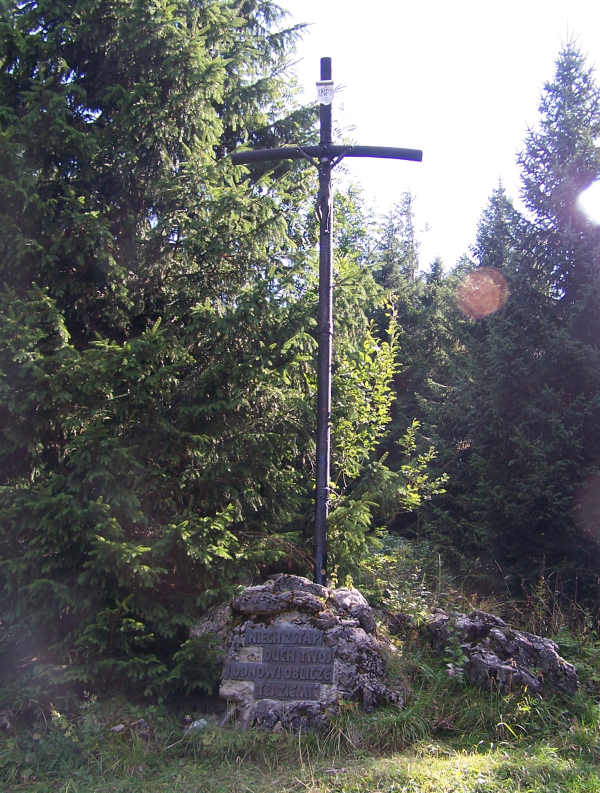
Krzyż papieski

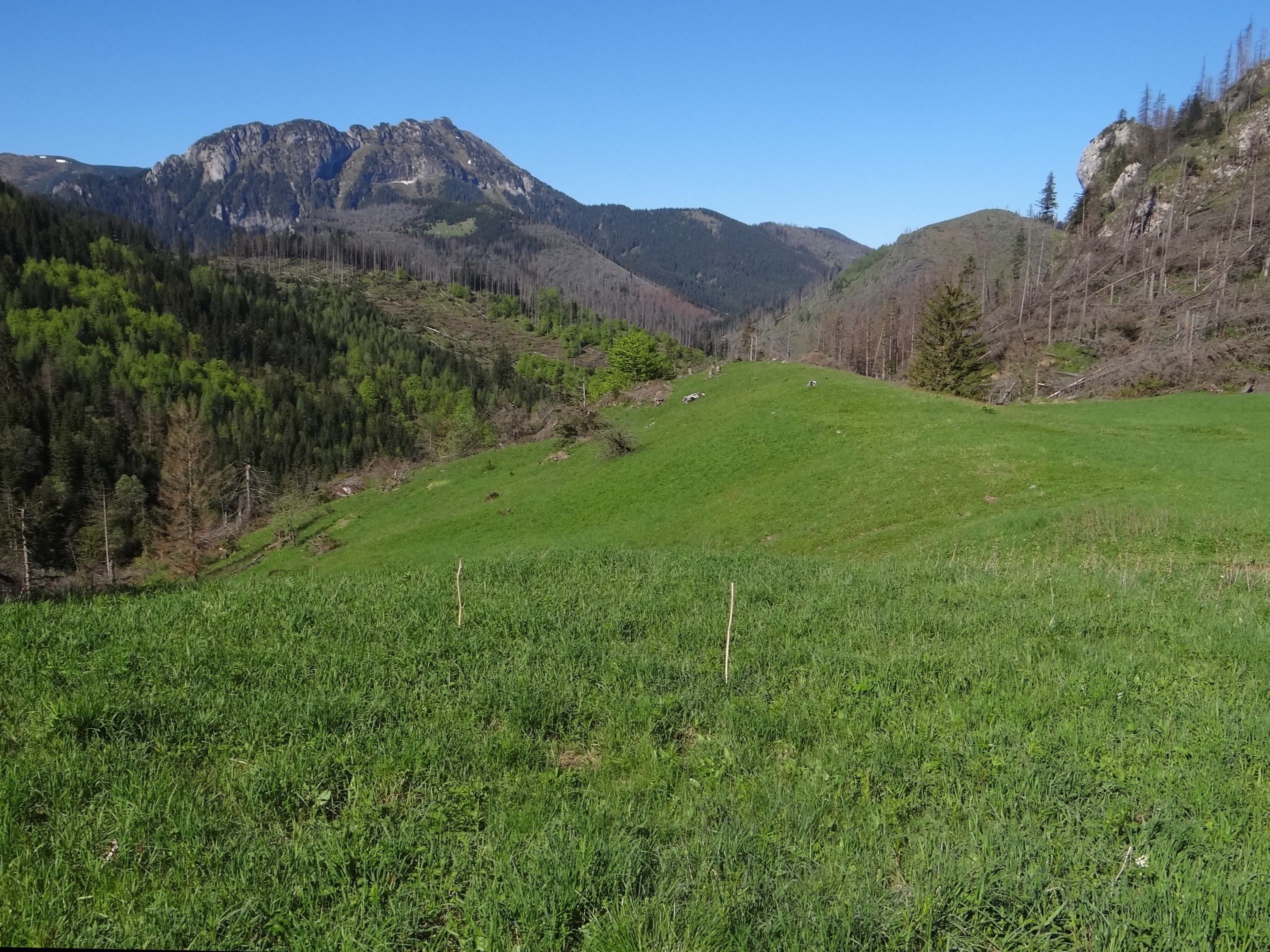

Miętusia Polana – polana na Przysłopie Miętusim w Tatrach Zachodnich.

## Topografia
Obejmuje siodło przełęczy, oraz część stoków Doliny Miętusiej i Skoruśniaka. Położona jest na wysokości 1140–1200 m n.p.m. i ze wszystkich stron otoczona jest lasem. Od północnej strony wznosi się nad nią zalesiony Hruby Regiel, w kierunku południowym rozlegają się widoki na Czerwone Wierchy, na zachód na pobliski Kominiarski Wierch, Polanę na Stołach i Zadnią Kopkę. W dolnej zachodniej części Miętusia Polana łączyła się z polaną Niżnia Miętusia Rówień, obecnie miejsce połączenia polan zarasta drzewami. W lesie ponad zachodnią częścią polany zwaną Ogonem wznoszą się dwie turnie: Zawiesista Turnia i dużo niższa od niej Niżnia Zawiesista Turnia.

## Opis polany
Dawniej polana wchodziła w skład Hali Miętusiej, była koszona i wypasana. Trawa jest tutaj dosyć obfita, na łące rośnie wśród traw wiele rzadkich roślin, m.in. omieg górski, storczyca kulista, a nawet bardzo rzadki goździk okazały. Wiosną masowo zakwitają na polanie krokusy.
Nazwa polany pochodzi od sołtysa Miętusa z Cichego, który otrzymał od króla Zygmunta III Wazy prawo do wypasania na niej. Na polanie stało niegdyś małe Schronisko na Przysłopie Miętusim prowadzone przez Bronisławę Staszel-Polankową. Spaliło się w 1987 r.
Polana miała w 1955 r. powierzchnię ok. 13 ha, ale w 2004 r. w wyniku zarośnięcia jej powierzchnia zmniejszyła się o ok. 32%.

## Krzyż na Polanie Miętusiej
Na południowym końcu polany, powyżej Przysłopu Miętusiego, przy niebieskim szlaku turystycznym stoi krzyż papieski, postawiony na pamiątkę pierwszej pielgrzymki Jana Pawła II do Polski. Jest to metalowy krzyż wbudowany w kamienny, murowany cokół z tabliczką z napisem „Niech zstąpi Duch Twój i odnowi oblicze tej Ziemi”.
Pierwszy krzyż został postawiony na polanie pod Przysłopem Miętusim 11 czerwca 1984 r. jako wotum wdzięczności za wybór na papieża Karola Wojtyły i za jego dwie dotychczasowe pielgrzymki do Ojczyzny w roku 1979 i 1983. Inicjatorem przedsięwzięcia był ks. Zygmunt Malacki, ówczesny rektor kościoła św. Anny na Krakowskim Przedmieściu w Warszawie wraz z grupą przyjaciół z Duszpasterstwa Akademickiego. Pierwszy krzyż długo nie stał w tym miejscu, został usunięty przez „nieznane” osoby (później odnalazł się w Dzianiszu).
Nowy krzyż został postawiony w tym samym miejscu ponownie z inicjatywy ks. Zygmunta Malackiego i poświęcony przez niego 6 czerwca 1990 r. Krzyż stoi na polanie do dziś. Napis pod krzyżem przypomina słowa Jana Pawła II „Niech zstąpi Duch Twój i odnowi oblicze tej ziemi” wypowiedziane na placu Zwycięstwa (obecnie placu marsz. J. Piłsudskiego) w Warszawie w Wigilię Zesłania Ducha Świętego 2 czerwca 1979 r.

## Szlaki turystyczne
Ścieżka nad Reglami z Kuźnic przez Czerwoną Przełęcz, Polanę Strążyską i Wielką Polanę Małołącką na Przysłop Miętusi, stąd dalej do Doliny Kościeliskiej i Chochołowskiej.
- Czas przejścia z Polany Małołąckiej na Przysłop Miętusi: 15 min w obie strony
- Czas przejścia z przełęczy do Doliny Kościeliskiej: 40 min, ↑ 50 min

 – niebieska ścieżka od wylotu Doliny Małej Łąki przez Przysłop Miętusi, Kobylarzowy Żleb i Czerwony Grzbiet na Małołączniak (tzw. hawiarska droga).
- Czas przejścia z Gronika na Przysłop Miętusi: 1 h, ↓ 45 min
- Czas przejścia z przełęczy na Małołączniak: 3 h, ↓ 2:15 h

 z Nędzówki przez Staników Żleb, Jaworzynkę Miętusią i Wyżnie Stanikowe Siodło. Czas przejścia: 1:30 h, z powrotem 1:10 h.